# Russian Trading System
O Russian Trading System (RTS) foi um mercado de ações criado em 1995 em Moscou, consolidando vários pregões regionais. Originalmente a RTS foi inspirada no modelo da NASDAQ tendo por base oo sistema software comercial de liquidação.
Inicialmente criada como uma organização sem fins lucrativos, no momento RTS está em processo de reorganização, sendo transformada em uma sociedade anônima e por fim se fundindo com a MICEX. Os dados da RTS são distribuídos em todo o mundo através de grandes fornecedores de informações financeiras, tais como a Reuters.
A sua fusão com a MICEX, criou em 19 de dezembro a MICEX-RTS, o maior balcão de ações do mundo em um único sistema.